# Emil Fleischer
Emil Fleischer (* 11. Juni 1843 in Schwedt/Oder; † Juni 1928) war ein deutscher Chemiker.
Sein Vater, Maximilian Fleischer (1812–71) war Chemiker aus Ratibor. Seine Mutter Pauline (1822–1905) war eine Tochter des preußischen Amtmanns Salomon Freund. Sein Bruder, Richard Fleischer (* 1849 in Breslau) wurde Herausgeber der Deutschen Revue.
Nachdem er zum Dr. phil. promoviert hatte, wurde er Privatmann in Dresden. Zusammen mit seinem Vater, der auf ein kleines Coelestin-Vorkommen in Schlesien aufmerksam geworden war, erwarb er sich Verdienste um die Anwendung des Strontianverfahrens in der Melassebereitung. (Das sog. Strontianverfahren besteht darin, dass man den Zucker der Melasse an Strontian bindet und dann den Strontianzucker (Strontiansaccharat) wieder durch Kohlensäure zersetzt. Man wendet hierzu Strontiumoxydhydrat an, welches man durch Glühen von natürlichem Strontianit und Behandeln des geglühten Minerals mit Wasser erhält.) 1871 wurde die Dessauer Aktien-Zucker-Raffinerie gegründet, die sein Verfahren anwandte. Er leistete auch Beiträge zur Titriermethodik und Gaszersetzung. Er lieferte eine wissenschaftliche Begründung für das von Karl Dellwik erfundene Dellwik-Fleischer'sche Verfahren zur Erzeugung von Wassergas. In Frankfurt gründeten sie die Dellwik-Fleischer-Wassergasgesellschaft mbH.

## Veröffentlichungen
- Massanalytische Bestimmung der Thonerde und der Phosphorsäure. Dresden, 1864.
- Kurzgefasstes Lehrbuch der Massanalyse nebst Anleitungen zu den geeignetsten Trennungsmethoden für massanalytische Bestimmungen und zur quantitativen Untersuchung technisch wichtiger Stoffe. Leipzig: Barth, 1867.
- Die Titrir-Methode als selbständige quantitative Analyse. Leipzig: Barth, 1884. (Digitalisat)